# Mattekjaure
Mattekjaure är en sjö i Sorsele kommun i Lappland och ingår i Umeälvens huvudavrinningsområde. Sjön har en area på 0,111 kvadratkilometer och ligger 951,3 meter över havet. Mattekjaure ligger i Vindelfjällen Natura 2000-område.

## Delavrinningsområde
Mattekjaure ingår i det delavrinningsområde (733379-151387) som SMHI kallar för Ovan Guoletsbäcken. Medelhöjden är 743 meter över havet och ytan är 53,02 kvadratkilometer. Räknas de 39 avrinningsområdena uppströms in blir den ackumulerade arean 573,44 kvadratkilometer. Vindelälven som avvattnar avrinningsområdet har biflödesordning 2, vilket innebär att vattnet flödar genom totalt 2 vattendrag innan det når havet efter 416 kilometer. Avrinningsområdet består mestadels av skog (42 procent) och kalfjäll (56 procent). Avrinningsområdet har 0,69 kvadratkilometer vattenytor vilket ger det en sjöprocent på 1,3 procent.